# Anomalophylla kozlovi
Anomalophylla kozlovi är en skalbaggsart som beskrevs av Medvedev 1952. Anomalophylla kozlovi ingår i släktet Anomalophylla och familjen Melolonthidae. Inga underarter finns listade i Catalogue of Life.